# Bolboleaus trifoveicollis
Bolboleaus trifoveicollis är en skalbaggsart som beskrevs av Lea 1916. Bolboleaus trifoveicollis ingår i släktet Bolboleaus och familjen Bolboceratidae. Inga underarter finns listade.